# River Tale
Der River Tale ist ein kleiner Fluss, der die südlichen Hänge der Blackdown Hills in Devon, England entwässert.
Er ist ein Nebenfluss des River Otter und hat eine Länge von 14,2 km. Der Name ist abgeleitet aus dem altenglischen Wort geteal, das „rasch, lebhaft, geschwind“ bedeutet; das Gewässer wird allerdings als „schwerfällig“ beschrieben. Eine Theorie besagt, dass der Name übertragen ist vom Tala Water, einen Zufluss des nahegelegenen River Tamar. Der Fluss ist Gegenstand von Versuchen, die in Devon als ausgestorben vermutete Ostschermaus wieder anzusiedeln.

## Lauf
Der Fluss entspringt an der Südseite der Blackdown Hills, unterhalb des North Hill und fließt nach Südwesten durch das Dorf Broadhembury und unter der A373 hindurch. Er wendet sich nach Süden und verläuft entlang des Grundes von Escot House, bevor er durch Fairmile fließt und von der A30 überquert wird. Schließlich mündet das Gewässer bei Cadhay in der Nähe von Ottery St Mary in den River Otter mündet.

## Hydrologie
Seit 1978 werden die Flusspegelstände und Durchflussmengen des River Tale am Unterlauf in der Nähe von Fairmile überwacht. Die Aufzeichnungen der 36 Jahre bis 2014 ergeben, dass das Einzugsgebiet oberhalb der Messstation 34 km2 umfasst und einen mittleren Durchfluss von 0,44 m3/s aufweist. Der höchste Pegelstand wurde im Dezember 1981 mit 1,72 m erreicht, was einem Durchfluss von 19,56 m3/s entspricht.
Das Einzugsgebiet oberhalb des Pegels verzeichnet durchschnittlich einen jährlichen Niederschlag von 921 mm und hat eine maximale Meereshöhe von 283 m am North Hill. Das Land wird überwiegend als Ackerland und Weideland genutzt.
Der Flusslauf unterliegt einem natürlichen Fließregime und ist unbeeinträchtigt von direkten Regulierungseinflüssen.

## Ökologie
Der River Tale wurde unter der Europäischen Wasserrahmenrichtlinie als von mäßiger Güte eingestuft. Das ist der mittlere Bereich der fünfstufigen Gewässergüteskala dieser Richtlinien; diese reicht von hoch über gut und mäßig hin zu mangelhaft und schlecht. Die chemische Qualität wurde 2014 als gut bewertet.
Aufgrund einer Reihe von Faktoren, darunter der Verlust ihres Habitats und die Prädation durch den nicht-heimischen Amerikanischen Nerz (Neovison vison), galten Ostschermäuse (Arvicola amphibius) in den Flüssen Devons um das Jahr 2000 als ausgestorben.
2004 wurde der River Tale ausgewählt für die Wiedereinsetzung dieser gefährdeten Art, weil der Flusskorridor im Rahmen eines Projektes zur Verbesserung des Habitats und der Flusswassergüte restauriert worden war. Dazu gehört das Einzäunen des Flusslaufes, um zu verhindern, dass Vieh die Ufervegetation schädigt und die Fallenjagd nach den Nerzen. In der Folge verbesserte sich der Fischbestand und es gibt Hinweise, dass Fischotter (Lutra lutra) wieder heimisch wurden.

## Belege
1. 1 2  National Rivers Authority – South West Region: River Otter catchment river water quality classification. National Rivers Authority, 1991, S. 1 (englisch, freshwaterlife.org [abgerufen am 8. Februar 2016]).
2. 1 2  45013 – Tale at Fairmile Station Information. In: National Rivers Flow Archive. Centre for Ecology & Hydrology, abgerufen am 8. Februar 2016 (englisch).
3. 1 2  Anthony Poulton-Smith: South Devon Place Names. Amberley Publishing, Stroud 2013, ISBN 978-1-84868-724-0, S. 147 (englisch, google.ca).
4. ↑  Building a new ‘home’ for Ratty. BBC Devon, September 2004, abgerufen am 8. Februar 2016 (englisch).
5. 1 2  River Tale. In: Catchment Data Explorer. Environment Agency, abgerufen am 8. Februar 2016 (englisch).
6. ↑  45013 – Tale at Fairmile Daily Flow Data. In: National Rivers Flow Archive. Centre for Ecology & Hydrology, abgerufen am 8. Februar 2016 (englisch).
7. ↑  45013 – Tale at Fairmile Peak Flow Data (Annual Maximum). In: National Rivers Flow Archive. Centre for Ecology & Hydrology, abgerufen am 8. Februar 2016 (englisch).
8. ↑  45013 – Tale at Fairmile Spatial data. In: National Rivers Flow Archive. Centre for Ecology & Hydrology, abgerufen am 8. Februar 2016 (englisch).
9. ↑   Landfill tax helping water voles In: BBC News, bbc.co.uk. Abgerufen am 8. Februar 2016 (englisch).
10. ↑  A Tale of Water Voles. Tale Valley Trust, archiviert vom Original am 10. Februar 2016; abgerufen am 8. Februar 2016 (englisch).  Info: Der Archivlink wurde automatisch eingesetzt und noch nicht geprüft. Bitte prüfe Original- und Archivlink gemäß Anleitung und entferne dann diesen Hinweis.
11. ↑  Water voles return to East Devon’s River Tale. escot-devon.co.uk, archiviert vom Original am 10. Februar 2016; abgerufen am 8. Februar 2018 (englisch).  Info: Der Archivlink wurde automatisch eingesetzt und noch nicht geprüft. Bitte prüfe Original- und Archivlink gemäß Anleitung und entferne dann diesen Hinweis.